# انحياز للإبلاغ
في علم الأوبئة، يُعرف الانحياز للإبلاغ بأنه “كشفٌ أو إخفاءٌ انتقائي للمعلومات” من قبل أفرادٍ (على سبيل المثال: أشخاص لديهم تاريخ طبي، التدخين، التجارب الجنسية). وفي مجال أبحاث الذكاء الاصطناعي، يُستخدم مطلح الانحياز للإبلاغ للإشارة إلى ميل الناس إلى إخفاء بعض المعلومات، أو عدم الكشف عن جميع المعلومات المتاحة.
وفي المنهج التجريبي، قد يُستخدم المصطلح للدلالة على إخفاء المؤلفين النتائج التجريبية غير المرغوبة أو غير المتوقعة، ناسبين هذه النتائج إلى الاعتيان أو خطأ في القياس، بينما يبدون ثقة شديدة بالنتائج المتوقعة أو المرغوبة، حيث تكون هذه النتائج ناتجة عن نفس الأخطاء التي أدت لظهور نتائج غير مرغوب بها.
وفي هذا السياق، سيؤدي الانحياز للإبلاغ في نهاية المطاف إلى “حالة راهنة” حيث يقوم عدد من الباحثين بكشف، ثم إهمال، نفس تلك النتائج، وسيقوم باحثون آخرون لاحقاً بتبرير انحيازهم للإبلاغ بما توصل إليه الباحثون قبلهم من نتائج مخالفة، وهكذا، فإن كل حالة من الانحياز للإبلاغ قد تولّد حالات مشابهة في المستقبل.

## الانحياز للإبلاغ في الأبحاث
لا يمكن للبحث أن يقدم إسهاماً للعلم إلا إذا أجراه باحثون على تواصل مع المجتمع. وتتمثل وسائل التواصل هذه بنشر طرق ونتائج الدراسة بشكل كامل في مقالة ضمن صحيفة علمية. وفي بعض الأحيان، يختار الباحثون عرض اكتشافاتهم في ملتقى علمي أيضاً، إما عن طريق عرض تقديمي شفهي أو عن طريق اليافطات. وتُمثّل هذه العروض التقديمية ملخصاتٍ عن البحث العلمي، وقد توثق أو لا توثق ضمن مستندات متاحة للعامة وموجودة عادة في المكتبات أو على الشبكة العنكبوتية.
لكن في بعض الأحيان، لا يتمكن الباحثون من نشر كامل دراساتهم. حيث أكد إعلان هلسينكي، بالإضافة إلى وثائق أخرى مُجمع عليها، على الواجب الأخلاقي الذي ينص على ضرورة نشر النتائج المستخلصة من الأبحاث السريرية وجعلها متاحة للعامة.
وبالعودة إلى الانحياز للإبلاغ، فتقع هذه الحالة عندما تتأثر عملية نشر نتائج الأبحاث بطبيعة وتوجه هذه النتائج، كما يحدث في المراجعة المنهجية مثلاً.
اتخذت عدة إجراءات للتغلب على آثار الانحياز للإبلاغ، كالتسويات الإحصائية لنتائج الدراسات المنشورة ، ولكن لم تحقق هذه الإجراءات النتائج المرجوة منها. وعلى أي حال، انتشرت فكرة تنص على معالجة الانحياز للإبلاغ عن طريق إنشاء سجلات للتجارب السريرية وتحفيز الباحثين على نشر أبحاثهم.

## أنواع الانحياز للإبلاغ

### انحياز النشر
ويعني نشر أو عدم نشر النتائج والاكتشافات البحثية، وفقاً لطبيعة وتوجه هذه النتائج. أقر المؤلفون في المجال الطبي بوجود هذه المشكلة منذ أكثر من قرن ، لكن لم يبدأ الباحثون بتدقيق المراجع والمصادر، ولم يعترفوا بحجم قضية الانحياز حتى النصف الثاني من القرن العشرين.
وعلى مر العقدين الماضيين، تشير الدلائل إلى اعتراف القائمين على موضوع البحث بفشلهم في نشر الدراسات البحثية، من ضمنها التجارب السريرية التي تبحث في مفعول التدخل. ويرجع السبب الأكبر في فشل نشر النتائج إلى الباحث نفسه ، أما المجلات العلمية فلا ترفض نشر سوى عددٍ قليل من الدراسات.
أما أهم سببٍ من أسباب الانحياز للنشر في المجال الطبي فهو الدراسات اللاحقة لمشاريع البحث، والتي تتزامن مع فترة الموافقة أو التمويل. حيث يوضح الباحثون سبب رفضهم كتابة وتسليم تقاريرٍ عن أبحاثهم ليتم نشرها، ويدعون أن السبب يعود إلى “عدم اهتمامهم” بالنتائج (أما رفض محرري المجلات فتلك حالة نادرة الحدوث).
إن أهم عامل متعلق بعدم نشر دراسة ما هو الحصول على نتائج سلبية أو عديمة القيمة. فإذا أخذنا التجارب السريرية على سبيل المثال، سنلاحظ أنها تنشر كاملة بشكل أسرع إذا كانت النتائج إيجابية.

### الانحياز للنشر المتعدد (المزدوج)
ويعني النشر المتعدد أو الفردي لنتائج الأبحاث، وفقاً لطبيعة وتوجه هذه النتائج. وقد ينشر الباحثون النتائج نفسها عدة مرات مستخدمين أنماطاً متعددة ومختلفة من النشر المزدوج. ويُنشر أغلب هذه النسخ المزدوجة في ملاحق المجلات، ويبدو أن النتائج الإيجابية غالباً ما تُنشر بشكل مزدوج.

### الانحياز للموقع
ويعني نشر نتائج البحث في المجلات حيث تكون سهولة الوصول إليها على درجات متفاوتة من الصعوبة أو السهولة، أو بمستويات مختلفة من الفهرسة في قواعد البيانات القياسية، وفقاً لطبيعة وتوجه هذه النتائج.

### الانحياز للتوثيق
ويعني توثيق أو عدم توثيق نتائج الدراسة، على أساس طبيعة وتوجه هذه النتائج. حيث يميل المؤلفون إلى توثيق النتائج الإيجابية على عكس النتائج السلبية أو اللاغية، وتشمل هذه الممارسة جزءاً كبيراً من المواضيع.

### الانحياز للغة
ويعني نشر النتائج البحثية بلغة معينة، وفقاً لطبيعة وتوجه هذه النتائج. فهل هناك انحياز للغة عندما يختار الباحثون نشر نتائجهم السلبية في صحف ومجلات علمية غير ناطقة باللغة الإنجليزية، بينما ينشرون نتائج الإيجابية في تلك الناطقة بالإنجليزية؟ أشار بعض الباحثون أن القيود المفروضة على اللغة في المراجعات المنهجية قد تغيّر نتائج تلك المراجعات ، بينما أكد باحثون آخرون أنهم لم يلحظوا هكذا انحياز.

### انحياز للإبلاغ عن المعارف
لا يعكس تواتر التقارير التي تتحدث عن أفعال أو نتائج معينة تواتر تلك الأفعال أو النتائج في الحياة الواقعية، ولا تحدد تلك التقارير التي تتحدث عن سمات معينة مدى انطباق هذه السمات على فئة من الأشخاص. فالناس لا يكتبون سوى عن أجزاء صغيرة مما يحدث في العالم، ومعظم المعلومات أو الأحداث التي تجري تبقى مجهولة وغير مؤرخة.

### الانحياز للإبلاغ عن النتائج
ويعني الإبلاغ الانتقائي عن بعض النتائج وليس جميعها، وفقاً لطبيعة وتوجه تلك النتائج. فربما تُنشر الدراسة بأكملها، لكن النتائج المحددة مسبقاً قد تُهمل أو تُحرّف. فيزداد احتمال نشر النتائج بشكل كاملٍ كلما كانت تلك النتائج فعالة أو مؤثرة أو ذات قيمة إحصائية، مقارنة مع النتائج الأخرى الأقل قيمة.